# Суссекс (порода кур)
Суссекс (англ. Light Sussex) — порода кур, образовавшаяся в Англии в графстве Суссекс. В её образовании участвовали такие породы кур, как доркинг, брама, кохинхин, орпингтон и староанглийские бойцовые.
Масса петуха 3—4 кг, курицы 2,5—3,1 кг. Яйценоскость в первый год яйцекладки 180 яиц, во второй 150, весом каждое у взрослых несушек 60—65 г, минимально 55 г. Скорлупа яиц жёлто-коричневая или коричневая.
Куры дружелюбны, прекрасно уживаются с другими разновидностями куриных. Петухи являются доминантой куриного двора, однако не склонны к приступам агрессии.